# Congegno di mira Mark 14

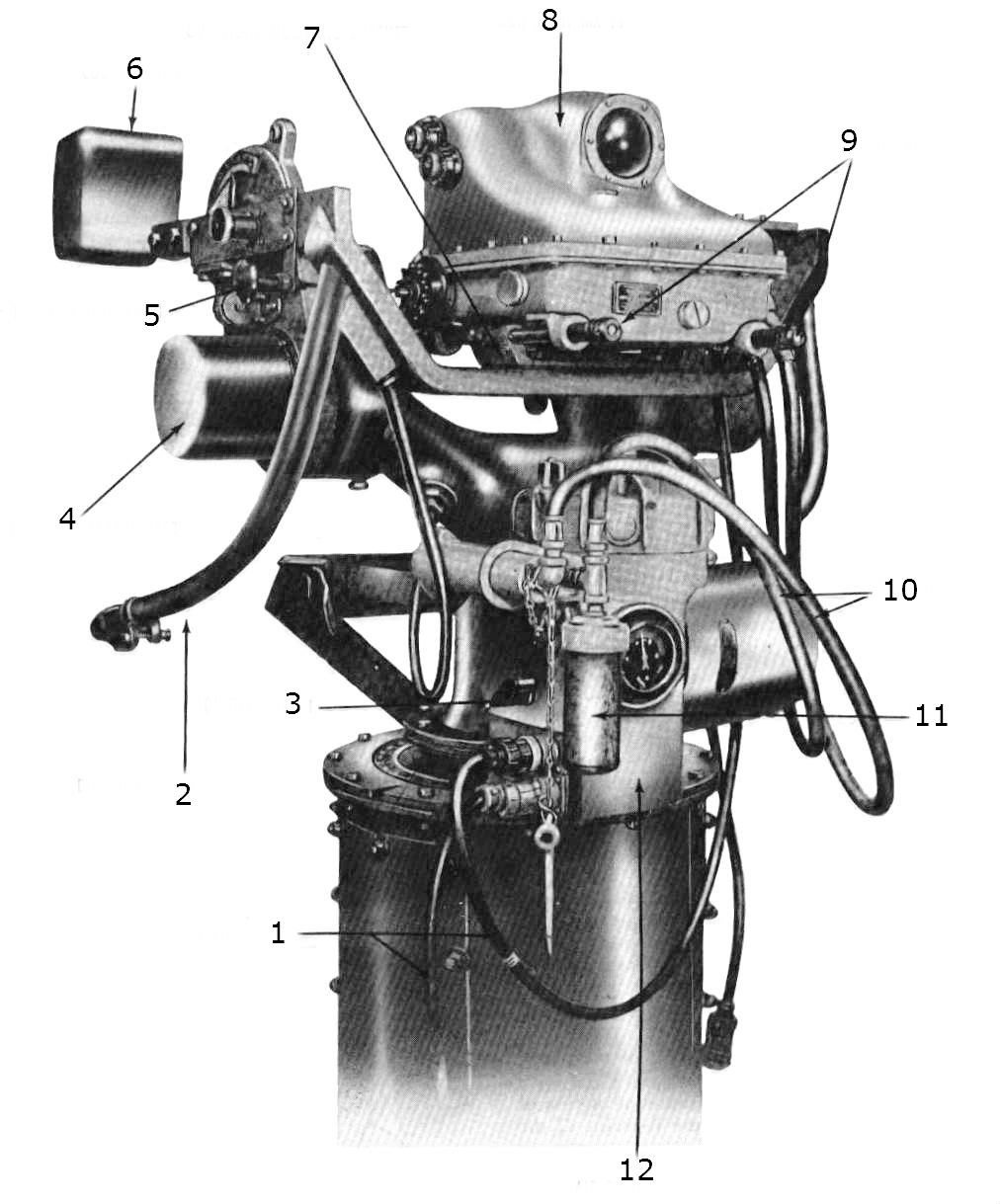
1 cavi alimentazione elettrica, 2 Barra di manovra della colonnina, 3 Pulsante di accensione, 4 Sensore di elevazione, 5 Selettore della distanza, 6 Contrappeso, 7 Culla di montaggio del congegno di mira, 8 Congegno di mira Mark 14, 9 Aste di sostegno, 10 Tubi dell'aria compressa, 11 Presa d'aria, 12 Compressore

Il congegno di mira Mark 14 fu utilizzato dal 1941, dalla marina degli Stati Uniti, per il puntamento delle batterie contraeree, tipicamente le Bofors 40 mm e le 20 mm Oerlikon, navali.

## Funzionamento
Il congegno permetteva all'operatore di concentrarsi sul compito di tenere all'interno del reticolo di mira l'aereo nemico senza dover valutare continuamente le correzioni degli angoli direttori. Il movimento angolare, impresso dall'operatore al congegno per seguire il bersaglio, imponeva una precessione ai due girostati (uno per l'elevazione ed uno per il brandeggio). La precessione viene trasmessa, amplificata, a due specchi che spostavano il reticolo di mira osservato dall'operatore, creando una nuova linea di mira, sfalsata rispetto a quella diretta, che comprendeva, grazie ad una accurata taratura, gli angoli di elevazione e brandeggio necessari per colpire il bersaglio in rapido movimento.

## Storia

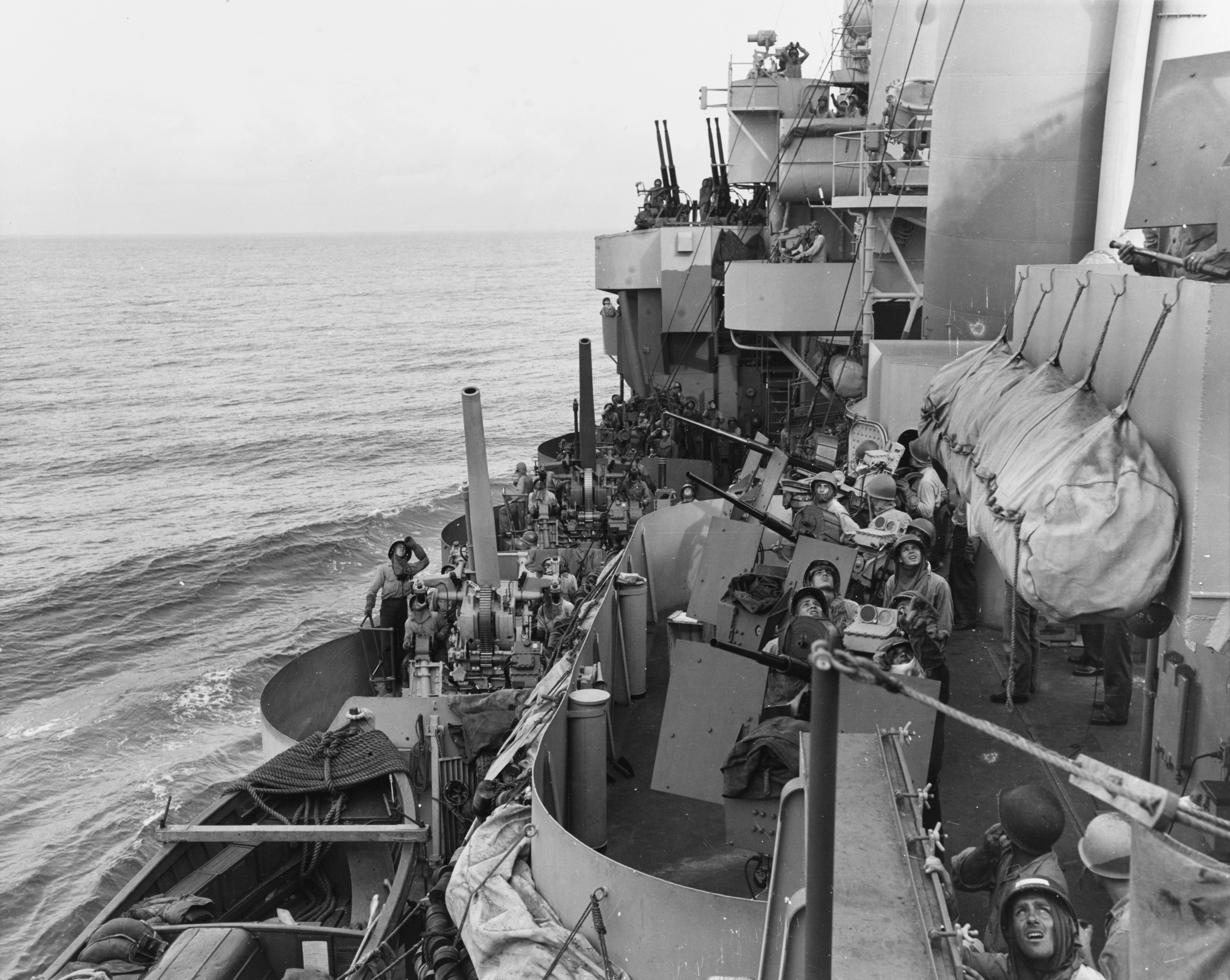
Sulla destra, in primo piano sono visibili tre mitragliatrici da 20mm dotate del congegno di mira mark 14, installate sull' incrociatore USS Phoenix (CL-46), il 18 dicembre 1944)

Il Bureau of Ordnance (dipartimento della US Navy a cui era affidato lo sviluppo delle armi), aveva l'esigenza di migliorare l'accuratezza di mira delle difese antiaeree a corto raggio, che non potevano beneficiare delle costose ed ingombranti centrali di tiro usate per le batterie navali principali e si affidavano ai proiettili traccianti e sull'abilità degli operatori. in collaborazione con il prof. Draper del MIT di Los Angeles sviluppò un sistema di mira giroscopico per le artiglierie antiaeree imbarcate. Per il giugno del 1941 furono approntati 12 prototipi che soddisfecero le specifiche. Il BurOrd fece un primo ordine di 2500 pezzi alla Sperry. Alla fine della seconda guerra mondiale furono prodotti 85.000 pezzi. Durante la guerra fu sviluppata anche una versione servoassistita denominata mark 51.